# Близниченко Андрій Омелянович
Андрій Омелянович Близниченко (нар. 18 квітня 1888, місто Харків, Харківська губернія — розстріляний 26 листопада 1937, Москва) — радянський партійний та профспілковий діяч, залізничник. Кандидат у члени ЦК КП(б)У в жовтні 1918 — березні 1919 року. Член Центральної контрольної комісії ВКП(б) у липні 1930 — січні 1934 року.

## Біографія
Народився в родині кравця.
У 1905—1910 роках — перебував у еміграції в Сполучених Штатах Америки. У 1910 році повернувся в Російську імперію. Працював на залізниці, вів революційну діяльність.
Член РСДРП(б) з 1912 року. Партійний псевдонім — Андрій.
У 1917 році — на керівній роботі в Харківській спілці залізничників. У грудні 1917 — на початку 1918 року — комісар Північно-Донецької залізниці.
У часи гетьманської Української Держави, з липня 1918 року — голова Тимчасового організаційного залізничного бюро ЦК КП(б)У. Один із організаторів Всеукраїнського страйку залізничників 1918 року.
З 1919 року — заступник народного комісара шляхів сполучення Української СРР. У 1919—1920 роках — командир групи важких бронепоїздів Червоної армії.
У 1921—1924 роках — представник залізничної місії СРСР у Німеччині.
У 1924—1928 роках — навчання в Колумбійському університеті міста Нью-Йорка (США).
У 1929—1931 роках — начальник Всесоюзного авіаційного об'єднання та член Президії Вищої ради народного господарства (ВРНГ) СРСР. Потім — член Колегії Народного комісаріату важкої промисловості СРСР, редактор журналів «За рационализацию» та «Техника — колхозу».
До липня 1937 року — керуючий тресту «Союздизель» Народного комісаріату важкої промисловості СРСР.
Заарештований 28 липня 1937 року. 26 листопада 1937 року засуджений до розстрілу. Розстріляний і похований на Донському кладовищі Москви. Реабілітований 15 вересня 1956 року.